# Havresläktet
Havresläktet (Avena) också kallat havren är ett släkte av gräs (familjen Poaceae). Släktet innehåller ett trettiotal arter. Typart för släktet är havre (Avena sativa). Släktet har sitt ursprung i gamla världen (Euroasien och norra Afrika).

## Arter
Denna lista över arter följer Plants of the World Online (POWO).
- Avena abyssinica
- Avena aemulans
- Avena agadiriana
- Avena atlantica
- Avena barbata – skägghavre.[2]
- Avena brevis – småhavre.[2]
- Avena byzantina – rödhavre.[2]
- Avena canariensis
- Avena castellana
- Avena chinensis
- Avena clauda
- Avena damascena
- Avena eriantha
- Avena fatua – flyghavre, synonym vildhavre.[2]
- Avena hirtula
- Avena insularis
- Avena longiglumis
- Avena lusitanica
- Avena macrostachya
- Avena magna
- Avena murphyi
- Avena nuda – nakenhavre.[1]
- Avena sativa – havre.[2] Med varieteterna vanlig havre (Avena sativa var. sativa) och plymhavre (Avena sativa var. contracta).[2]
- Avena saxatilis
- Avena sterilis – storhavre.[2]
- Avena strigosa – purrhavre.[2]
- Avena vaviloviana
- Avena ventricosa
- Avena volgensis
- Avena wiestii

Fler dottertaxa kan finnas i kategori Avena. Olika auktoriteter har erkänt olika antal arter, främst beroende på att en del taxa ibland ses som ekotyper eller underarter. Historiskt har många taxa som enligt modernare systematik räknas som egna släkten förts till Avena. Det gör att släktet i äldre källor kan uppges innehålla väldigt många arter.

## Bildgalleri

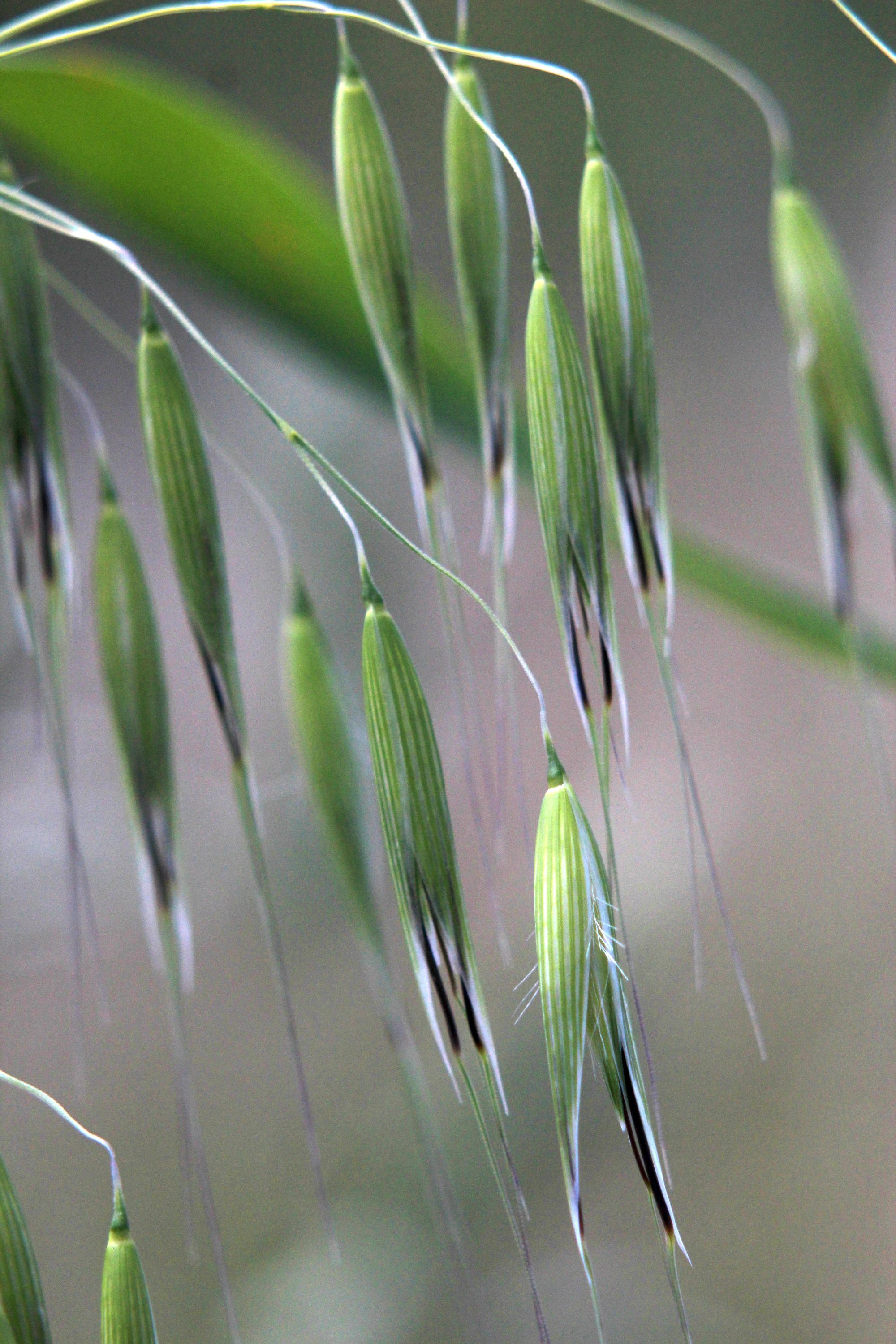
Avena barbata
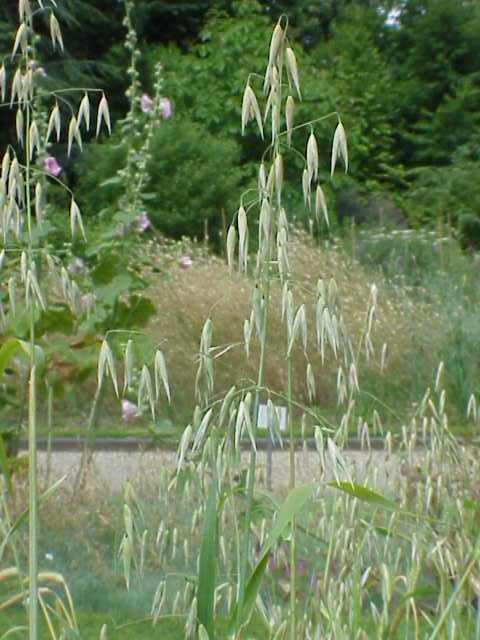
Avena fatua
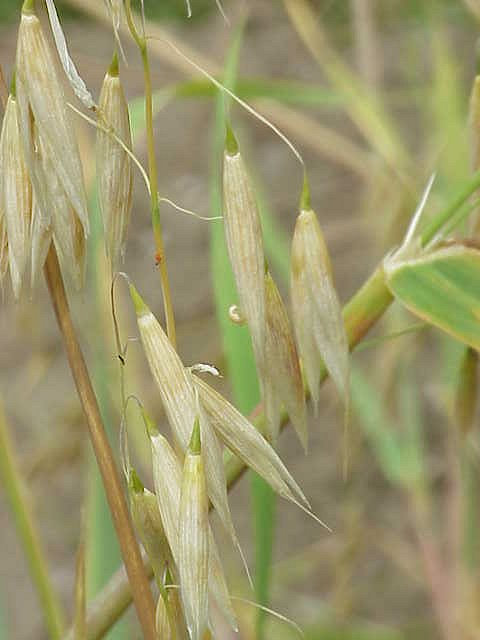
Avena nuda
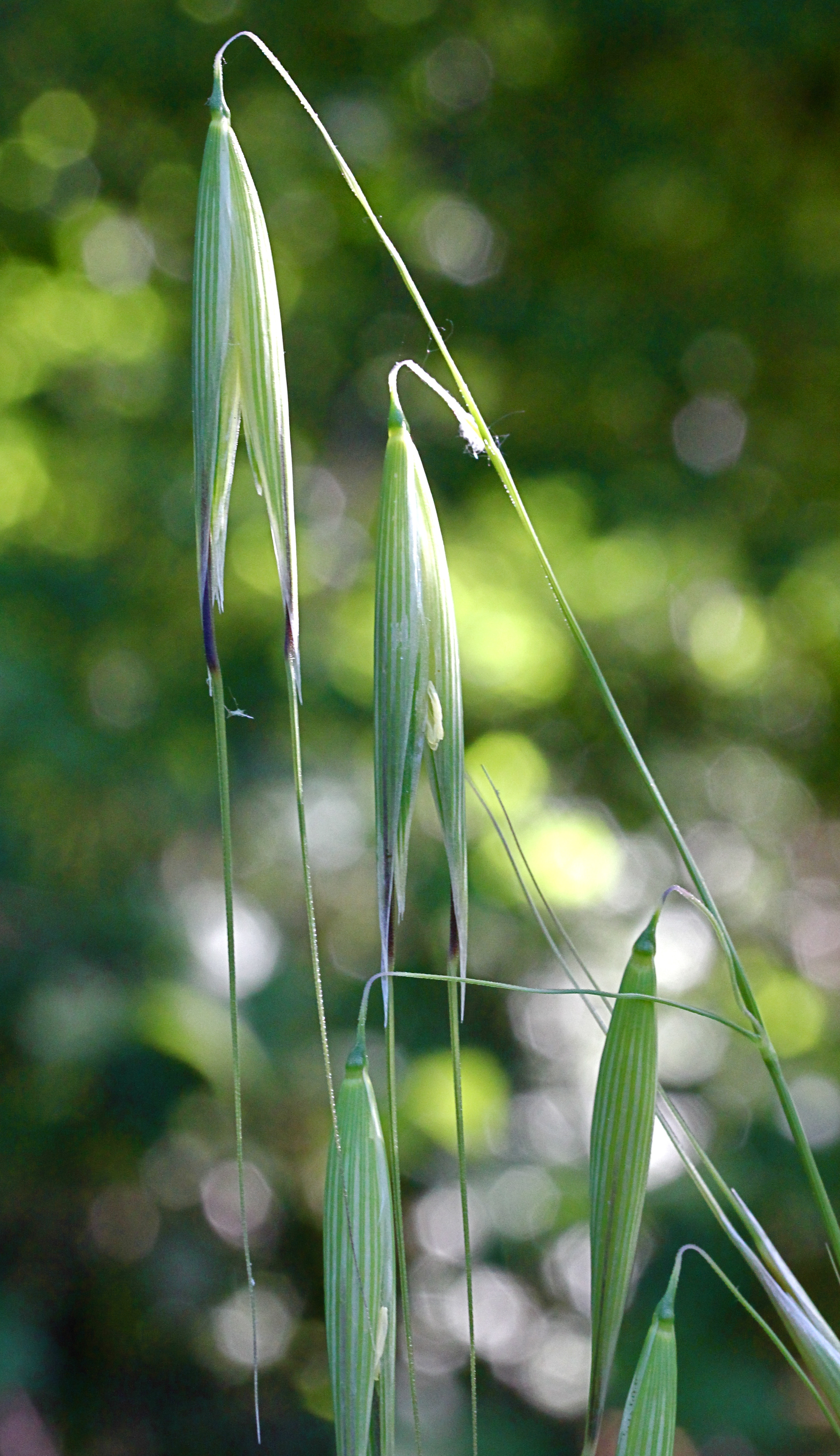
Avena sterilis
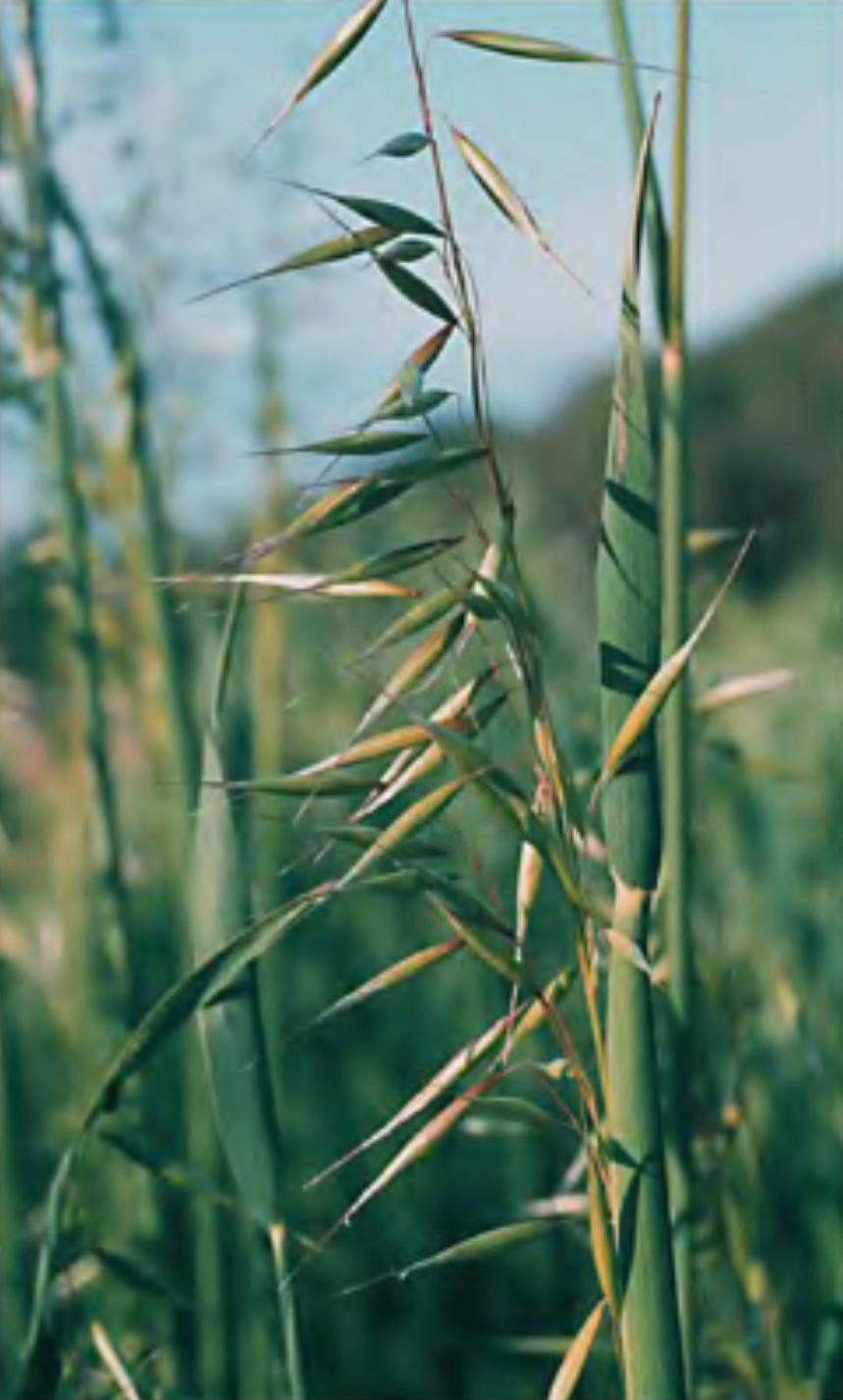
Avena strigosa